# マルコ・ロハス
マルコ・ロドリゴ・ロハス（Marco Rodrigo Rojas, 1991年11月5日 - ）は、ニュージーランド・ハミルトン出身のサッカー選手。ポジションはMF、またはFW（ウイング）。

## 経歴

### クラブ
ジュニアユース時代はかつてJリーグでもプレーした元ニュージーランド代表のウィントン・ルーファー主宰のサッカースクールで技術を磨き、チリや日本などで海外遠征を経験する。その後、地元ハミルトンのクラブを経て2009年、ウェリントン・フェニックスと契約しプロデビューを飾った。
2011年、オーストラリアのメルボルン・ビクトリーへ移籍するとその才能が開花。加入1年目は無得点に終わったものの、2年目の2012-13シーズンは27試合に出場し、リーグ得点ランキング3位となる15ゴールを記録。Aリーグのシーズン最優秀選手賞と最優秀若手選手賞を同時に受賞した。
2013年5月、4年契約でドイツ・ブンデスリーガのVfBシュトゥットガルトへ移籍することが発表された。
2014年8月、出場機会確保のためにSpVggグロイター・フュルトへ2015年6月まで1シーズンの期限付き移籍 したが半年で返却され、2015年1月からスイス・スーパーリーグのFCトゥーンへ半年間の期限付き移籍をした。2015年6月12日に移籍期間が2016年のシーズン終了までに1年間延長された。
2016年8月、古巣のメルボルン・ビクトリーに復帰。2017年7月、オランダ・エールディヴィジのSCヘーレンフェーンへ加入することが決定した。
2019年1月、デンマーク・スーペルリーガのスナユスケへ移籍した。
2020年1月22日、メルボルン・ビクトリーに2年半契約で再び復帰した。
2022年7月、CSDコロコロに8か月間の契約で加入した。

### 代表
父親がチリ出身の為、チリ代表としてプレーする資格も有していたが、最終的に生まれ育ったニュージーランドでプレーすることを選択。
世代別のニュージーランド代表としては、2011 FIFA U-20ワールドカップやロンドン五輪（U-23）等に出場。2011年にはフル代表にも選出され、3月25日の中国代表との親善試合でデビューを飾った。
2012年9月11日、2014 FIFAワールドカップ・オセアニア3次予選のソロモン諸島戦で代表初得点を記録した。

## 所属クラブ
- ワイカトFC 2008-2009
- ウェリントン・フェニックスFC 2009-2011
- メルボルン・ビクトリーFC 2011-2013
- VfBシュトゥットガルト 2013-2016
  -  SpVggグロイター・フュルト 2014.7-2014.12 (レンタル)
  -  FCトゥーン 2015.1- 2016(レンタル)
- メルボルン・ビクトリーFC 2016-2017
- SCヘーレンフェーン 2017-2019
- スナユスケ・フッボルト 2019
- メルボルン・ビクトリーFC 2020-2022
- CSDコロコロ 2022-